# تلفن

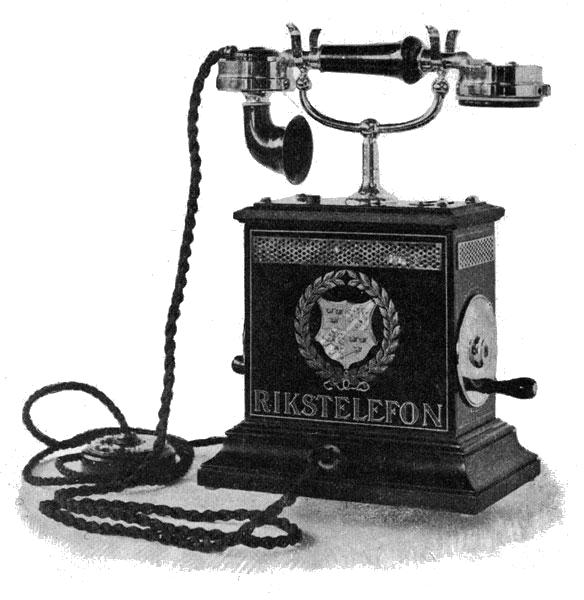
نمونه‌ای از یک دستگاه تلفن در سال ۱۸۹۶ میلادی

تِلِفُن (به فرانسوی: téléphone) یا (به انگلیسی: telephone) (از یونانیtele دور و phone آوا)  وسیله‌ای ارتباطی است که برای انتقال صدا بین دو یا چند نفر در فاصله‌های دور استفاده می‌شود. سازوکار تلفن بر پایهٔ تبدیل صدا به سیگنال‌های الکتریکی و سپس تبدیل دوبارهٔ آن‌ها به صدا است. هنگامی‌که فردی در یک دستگاه تلفن صحبت می‌کند، صدای او توسط میکروفون دستگاه دریافت و به سیگنال الکتریکی تبدیل می‌شود. این سیگنال‌ها از طریق شبکهٔ تلفنی، که ممکن است شامل سیم‌های مسی، کابل‌های فیبر نوری یا امواج رادیویی باشد، به دستگاه گیرنده فرستاده می‌شوند. در سوی دیگر، این سیگنال‌ها وارد بلندگوی دستگاه می‌شوند و به صدا تبدیل می‌گردند تا گیرنده بتواند آن‌چه گوینده گفته است، بشنود.
در تلفن‌های ثابت سنتی، سیگنال‌های صوتی از طریق سیم‌های فیزیکی منتقل می‌شوند، در حالی‌که در تلفن‌های همراه، این انتقال از راه امواج رادیویی و از طریق شبکه‌های مخابراتی صورت می‌گیرد. تلفن‌های امروزی، به‌ویژه تلفن‌های هوشمند، با بهره‌گیری از فناوری دیجیتال و شبکه‌های داده، امکان تماس صوتی، تصویری و پیام‌رسانی را در بسترهای گوناگون مانند اینترنت، شبکهٔ نسل چهارم و پنجم (۴جی و ۵جی) فراهم می‌کنند. با وجود پیشرفت فناوری، اساس کار تلفن همچنان بر پایهٔ تبدیل صدا به سیگنال و ارسال آن به مقصد و تبدیل دوبارهٔ سیگنال به صدا باقی مانده است.
نخستین تلفن را الکساندر گراهام بل اختراع کرد. تلفن، فرستادن و دریافت پیام را بدون آن که نیاز به جدولی مانند الفبای مورس باشد ممکن ساخت. با استفاده از تلفن، مردمی که فرسنگ‌ها از یکدیگر دورند می‌توانند با هم صحبت کنند. امروزه از خطوط تلفن سایر سیگنال‌ها مانند فرکانس‌های اینترنت نیز انتقال داده می‌شود. هر چند که امروزه بیشتر استفاده از تلفن همراه صورت می‌پذیرد که از نظر سازوکار با نوع اولیه آن تفاوتهای زیادی دارد. معادل پارسی تلفن ( دورگو ) است.

## تاریخچه

### یوهان فیلیپ رایس
۱۵ سال پیش از گراهام بل، یوهان فیلیپ رایس نخستین مدل تلفن را اختراع کرد اما موفق به ثبت آن نشد.
نخستین پیغامی که توسط تلفن رایس در سال ۱۸۶۱ مخابره شد، عبارت بود از این جمله آلمانی؛ «Das Pferd frisst keinen Gurkensalat» به معنی «اسب ،سالاد خیار نمی‌خورد».

### داستان تلفن گراهام بل
بعد از ظهر روز دوم ژوئن سال ۱۸۷۵ میلادی مصادف با ۱۱ خرداد ۱۲۵۴ شمسی، الکساندر گراهام بل با همکاری دوستش واتسن موفق به اختراع تلفن شد، و در ژانویه ۱۸۷۶ میلادی دستگاه تلفن بل به کار افتاد. دهم مارس ۱۸۷۶ میلادی در هنگام انجام آزمایش‌هایی برای انتقال صوت، آب اسید باتری روی شلوار بل ریخته شد و او فوراً و بی‌اراده خطاب به دستیارش چنین بانگ برآورد: «آقای واتسون، خواهش می‌کنم فوراً بیایید اینجا، من به کمک شما احتیاج دارم.» واتسون که در انتهای مدار، در طبقهٔ دیگری کار می‌کرد، صدا را از دستگاه شنید و در حالیکه از شدت خوشحالی از خود بی خود شده بود از پله‌ها با عجله پایین آمد و این نخستین مکالمه ای بود که بوسیلهٔ تلفن انجام گرفت.
تلفن، پس از اختراع کامل توسط گراهام بل به سرعت گسترش یافت و سیم‌های آن از شهری به شهر دیگر کشیده شد. چهارده سال بعد از اختراع تلفن یعنی در سال ۱۸۹۰ میلادی آلمون براون استروجر سیستم تلفن خودکار را بنا نهاد. در سال ۱۸۹۱ ارتباط تلفنی بین شهرهای لیون و تهران برقرار گردید. دو قاره اروپا و آمریکا تحت محاصره شبکه‌ای درآمدند که روز به روز گسترش می‌یافت. روزی که بل درگذشت (سال ۱۹۲۲)، به احترام او ارتباط تلفنی بر روی شبکه وسیعی که دارای هفده میلیون تلفن بود به مدت یک دقیقه قطع شد. تلگراف و تلفن ارتباط سریع و فوری از راه دور را میان نقاطی که می‌توانند سیم‌کشی بشوند، ممکن ساخت. اما از سال ۱۸۹۶ دانشمندان توانستند میان دو نقطه که حتی سیم‌کشی نشده بود ارتباط سریع و فوری برقرار سازند (تلگراف بی‌سیم)

## تلفن اینترنتی
تلفن اینترنتی نوعی ارتباط تلفنی است که از طریق اینترنت و با استفاده از فناوری «صدا روی پروتکل اینترنت» صورت می‌پذیرد و عبارت است از انتقال صوت از طریق بسته‌های آدرس پروتکل اینترنت (IP) و با استفاده از زیرساختار اینترنت. در واقع یک مجموعه از سخت‌افزار و نرم‌افزار است که ما را قادر می‌کند تا از اینترنت به عنوان واسط انتقالی برای تماس‌های تلفنی استفاده کنیم. این روش به علت حذف مراکز تلفن راه دور از دایره تماس، از نظر هزینه بسیار به صرفه‌است، همچنین سرعت بیشتری در برقراری ارتباط دارد. در این فناوری، صوت به بسته‌های داده تبدیل می‌شود و همانند سایر انواع داده، بر روی بستر ارتباطی داده‌ای منتقل می‌شود.